# Cavernães
Cavernães ist eine Gemeinde (Freguesia) im portugiesischen Kreis Viseu. In ihr leben 1335 Einwohner (Stand 19. April 2021).